# Leonora (chanteuse)
Pour les articles homonymes, voir Leonora.
Leonora (née Leonora Colmor Jepsen le 3 octobre 1998 à Hellerup) est une chanteuse danoise. Elle représente son pays au Concours Eurovision de la chanson 2019 à Tel-Aviv avec sa chanson Love Is Forever,.
Elle a concouru au niveau international junior aux compétitions de patinage artistique, et est sacrée championne du Danemark junior en 2015 et 2016.